# Speloncato
Speloncato is een gemeente in het Franse departement Haute-Corse (regio Corsica) en telt 222 inwoners (1999). De oppervlakte bedraagt 17,67 km², de bevolkingsdichtheid is 12 inwoners per km².

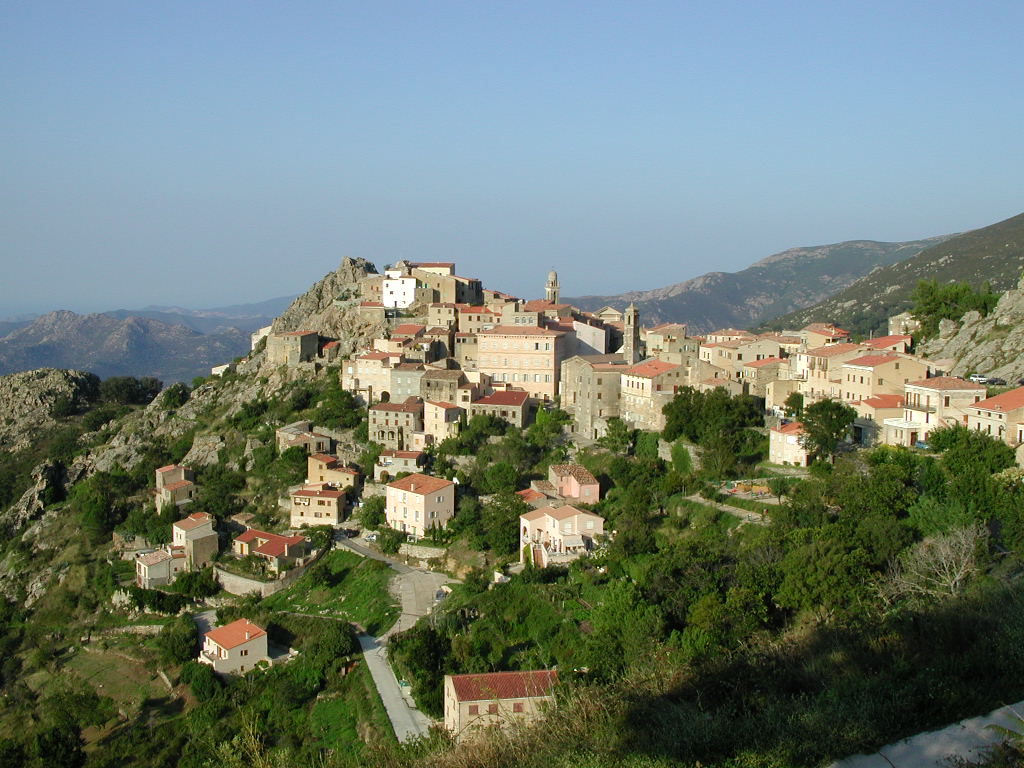
Speloncato

## Demografie
Onderstaande figuur toont het verloop van het inwonertal (bron: INSEE-tellingen).

Vanwege een beveiligingsprobleem met de MediaWiki Graph-software is het momenteel niet mogelijk deze grafiek weer te geven. Zodra de software is bijgewerkt zal de grafiek vanzelf weer zichtbaar worden.
1. ↑  Populations de référence 2022.